# 大明神城
大明神城（だいみょうじんじょう）は、宮崎県えびの市大明司にあった砦（日本の城）。別名小城、或いは大明司塁で、『飯野古事記』には山城ともある。

## 概要
築城主等の詳細は不明ながら、『真幸院記』には「城主は北原氏」とあり、元々北原氏の城であったようである。

東に位置する宮之城、掃部城と同様、飯野城と加久藤城との連絡路上に位置する。標高285m、比高54mの狭い尾根の、東西に細長く伸び急崖に囲まれたシラス土壌の丘陵の要害に立地された。東西200mに及ぶ細長い主郭は肥後街道を見下ろすようになっている。

## 歴史
永禄5年（1562年）、伊東氏に領地を簒奪された北原氏を援けるべく、島津貴久・相良義陽・北郷時久の三人は相互扶助を約していたが、翌永禄6年（1563年）に一転、相良義陽が裏切って、伊東氏がこの城を攻め落とした際には協力している。島津氏と相良氏の仲が険悪となったきっかけの城である。
その後は再び島津側が取り戻したらしく、永禄11年（1568年）に相良氏が、桶平城（田原陣）に陣を布く伊東氏と連携し、島津義弘の居城である飯野城を攻めようとした際に、島津勢はこの城にて相良勢の進軍を阻んでいる。
また、城内には島津忠恒の産土神「大戸諏訪大明神」が祀られている（大明司諏訪神社）。